# めっちゃ最高ズ
めっちゃ最高ズ（めっちゃさいこうズ）は、プロダクション人力舎に所属する日本の男女お笑いコンビ。

## メンバー
めっちゃむつみ（生年月日非公開）立ち位置は左。
- 出身地非公開。旧芸名：むつみ、夢見るむつみ。
- 趣味は金八先生、戸川純、スピッツ、箱根駅伝。
- 特技は合唱、街コン無双、オカリナ、三線、エアージェンガゲーム。
- 水彩画や画像加工が得意で、自身のSNSアカウント上で画像をアップロードしている。
- 大学時代は岡山県に住んでいた事を明かしている[2]。
- 結成前は、やひろと「雨のレレレ」、さのふぃと「電脳ビビ」というコンビをそれぞれ組んでいた[3][4]。
- 2020年7月に一度プロダクション人力舎を退所しており、再所属までの間はK-PROに所属していた[4][5]。

おばた最高（おばたさいこう、1998年5月16日（27歳）- ）立ち位置は右。
- 京都府八幡市出身。血液型AB型。旧芸名及び本名：小畑 春（おばた はる）。
- 身長170cm、体重51kg、B80cm、W70cm、H89cm、頭56cm、足27cm。
- 趣味は早食い、大富豪、ナンプレ、逆転裁判、レイトン教授、イナズマイレブン、銀魂。
- 特技は美味しいたい焼きを焼く事（バイト経験あり）、可愛いイラストを描く事。
- 結成前は、高橋あまる（元レバンナ）と「飛鳥」、まいな（元カワセミ）と「おひるね」というコンビをそれぞれ組んでいた[6][7]。
- ライブの音響や照明を担当するオペレーターの技術が高く、オペレーターのみを担当し自らは出演しないライブが開催されたことがある[8]。

## 来歴
2021年9月1日結成。当初はユニットであったが、双方のコンビが解散した事をきっかけに2022年3月より正式にコンビ結成。
2023年、M-1グランプリで初となる準々決勝へと進出した。

## 賞レース戦績

### M-1グランプリ
| 年度（回）       | 結果         | No.  | 備考 |
| ---------------- | ------------ | ---- | ---- |
| 2021年（第17回） | 2回戦進出    | 5239 |      |
| 2022年（第18回） | 1回戦敗退    | 1716 |      |
| 2023年（第19回） | 準々決勝進出 | 959  |      |
| 2024年（第20回） | 3回戦進出    | 3517 |      |

## 出演

### テレビ
- オールナイトフジコ（フジテレビ、2023年9月16日）
- ゴッドタン（テレビ東京、2024年3月31日・4月21日・28日・12月15日）
- ザキ山小屋（朝日放送テレビ、2024年7月12日・8月9日）
- 開け!キャラクターのとびら きゃらトビ（フジテレビ、2024年7月14日）
- 千鳥かまいたちアワー（日本テレビ、2025年1月11日）

### ラジオ
- マイナビ Laughter Night（TBSラジオ、2024年1月26日）[14]

### ライブ
- バカ爆走!（事務所ライブ、新宿Fu-）
- どっきん!（事務所ライブ、新宿バティオス）
- ルミナ（事務所ライブ、シアターマーキュリー新宿）
- そうゆうカルチャ～（2022年7月26日、杉並区立勤労福祉会館）[15]
- VALE TUDO Volume.2（2022年8月31日、EBISU BATICA）[16]
- VALE TUDO Volume.5（2022年11月23日、EBISU BATICA）[17]
- 超VALE TUDO（2023年7月23日、EBISU BATICA）[18]
- もてあそばれる24組のネタライブ「審査委員長は真空ジェシカ2」（2023年9月14日、渋谷さくらホール）[19]
- ヤングが知らない東京芸人 ～水先案内人 街裏ぴんく～（2024年4月8日、高円寺ジュンジョー）[20]
- 超VALE TUDO.2（2024年4月21日、EBISU BATICA）[21]
- あなたのためにできること（2024年11月15日、座・高円寺2）[22]
- 怒り 五怒目～今年の怒りは今年のうちに～（2024年12月1日、としま区民センター多目的ホール）[23]

### 同期ライブ
- 同期ライブ2022（2022年10月20日、新宿ブリーカー）
- ゆむむむ（2023年5月21日、高円寺ジュンジョー）※むつみ・ゆむらによる2マンライブ
- 人力舎27期ライブ（2023年11月19日、中野シアターかざあな）

### ユニットライブ
- 異端なスター道（事務所ライブ、新宿ハイジアV-1）
  - 2021年5月からプロダクション人力舎が開催している、入れ替え制の漫才ユニットライブ。
- 持てる水（2023年、高円寺ジュンジョー ほか）
  - 2023年5月から隔月開催している、めっちゃ最高ズ・十九人・車海老のダンス・プノまろ・ガングリオン5組によるユニットライブ。
- めっちゃ最高ズ×小虎「破顔」（2023年、新宿バッシュ ほか）
  - 2023年8月から不定期開催している、めっちゃ最高ズ・小虎による2マンライブ。
- めっちゃ最高ズvs無尽蔵（2023年、しもきたDAWN ほか）
  - 2023年9月から不定期開催している、めっちゃ最高ズ・無尽蔵による2マンライブ。

### 主催ライブ
- めっちゃ最高ズ新ネタライブ『最強で最高』
  - 2022年10月から不定期開催している、ゲスト数組を迎えての主催ライブ（各ゲストはネタ1本、めっちゃ最高ズは新ネタ4本を披露）。

| 回 | 日時           | 会場                 | ゲスト                                                               | 備考       |
| -- | -------------- | -------------------- | -------------------------------------------------------------------- | ---------- |
| 1  | 2022年10月20日 | 新宿ブリーカー       | 8月22日の彼女、シイナ、十九人                                        |            |
| 2  | 2022年12月28日 | 中野シアターかざあな | ユーのカー、十九人、レインマンズ、牛女                               |            |
| 3  | 2023年2月28日  | 中野シアターかざあな | 十九人、レインマンズ、赤ノ宮翼                                       |            |
| 4  | 2023年3月22日  | 高円寺ジュンジョー   | 十九人、猫化粧、鳥山明・暗                                           |            |
| 5  | 2023年4月20日  | 新宿ブリーカー       | 都トム、水中トリック、清水駿平、デッサンビーム、サノライブ、ジャンク | ライブレポ |
| 6  | 2023年12月22日 | 高円寺ジュンジョー   | にぼしいわし、サルベース、えびしゃ                                   |            |
| 7  | 2024年2月27日  | 高円寺ジュンジョー   | とんかつ街道、豆鉄砲、十九人                                         |            |
| 8  | 2024年3月28日  | 高円寺ジュンジョー   | 右手でグーパンチ、無尽蔵、十九人                                     |            |
| 9  | 2024年4月29日  | 高円寺ジュンジョー   | めぞん、兄弟、シノブ                                                 |            |
| 10 | 2024年5月28日  | 高円寺ジュンジョー   | カナメストーン、オンリー2、マタンゴ                                  |            |
| 11 | 2024年6月25日  | 高円寺ジュンジョー   | 風穴あけるズ、どくさいスイッチ企画、骨付きバナナ                     |            |
| 12 | 2024年7月30日  | 高円寺ジュンジョー   | TCクラクション、フランスピアノ、孫ダッシュ                           |            |
| 13 | 2025年1月31日  | 高円寺ジュンジョー   | 江戸マリー、足腰げんき教室、世界クジラ                               |            |
| 14 | 2025年2月28日  | 高円寺ジュンジョー   | 鼻血ブー、おおぞらモード、春組織                                     |            |
| 15 | 2025年3月21日  | 高円寺ジュンジョー   | オッパショ石、さすらいラビー、狛犬                                   |            |
| 16 | 2025年4月29日  | 高円寺ジュンジョー   | スタミナパン、ピュート、センチネル                                   |            |
| 17 | 2025年5月29日  | 高円寺ジュンジョー   | サンタモニカ、十九人、キックの鬼                                     |            |

### むつみ
- 🎀めっちゃむつみ🎀（めっちゃ最高ズ） (@rerere_mutsumi) - X（旧Twitter）
- 🎀めっちゃむつみ🎀 (@yumemiru623) - Instagram
- むつみの水彩 (@mutsumi.picture) - Instagram
- めっちゃむつみ🍒☆ (mutsumi623) - note

### おばた
- おばた最高 (@LLLL7777LLL) - X（旧Twitter）
- めっちゃ最高ズ おばた最高 (@obatakyoto_) - Instagram
- おばた (obatanote) - note